# Copa Ladeco-El Mercurio

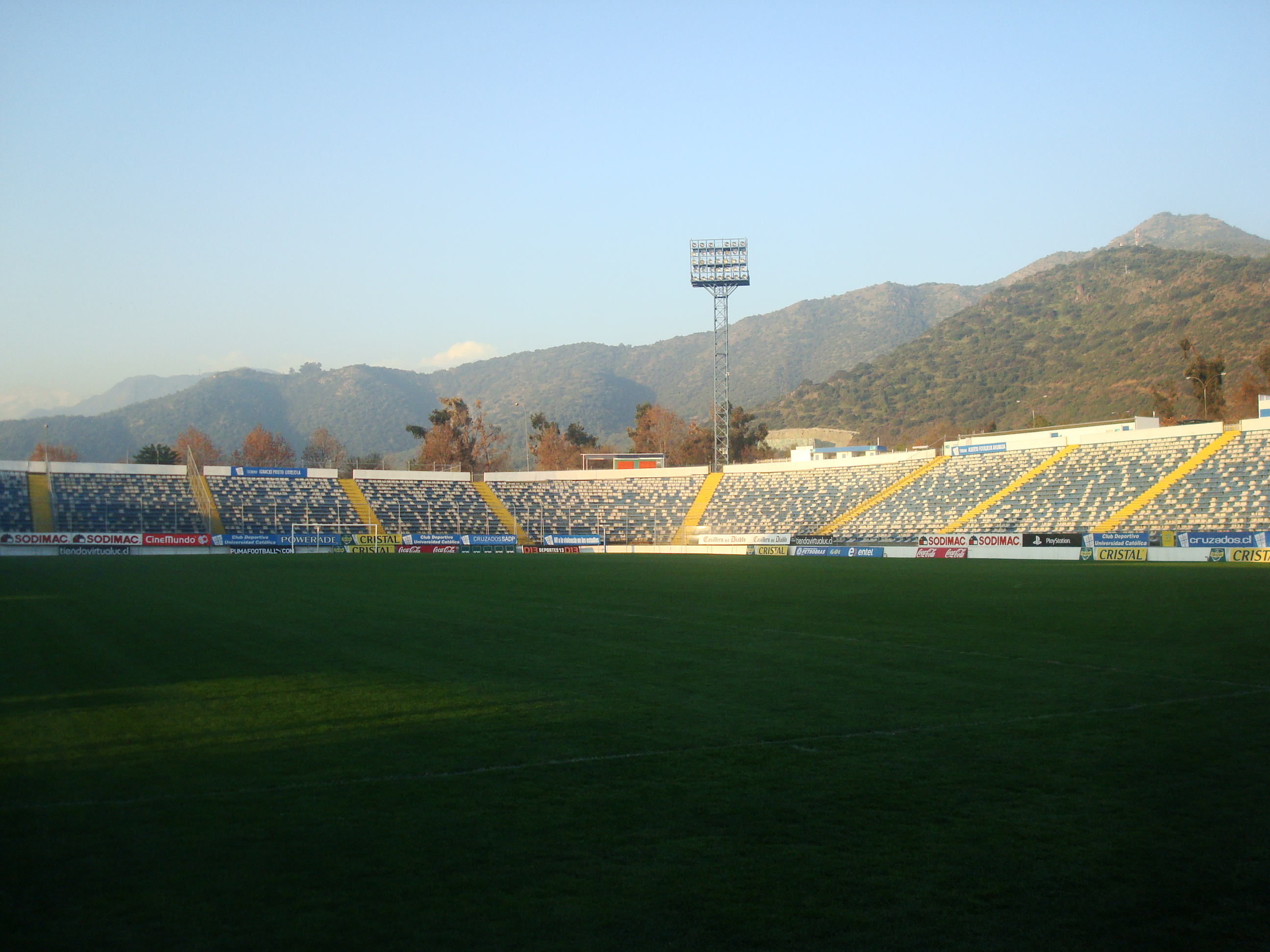
El Estadio San Carlos de Apoquindo, escenario de la Copa Ladeco-El Mercurio.

La Copa Ladeco-El Mercurio fue un triangular amistoso disputado en 1991 entre Universidad Católica, Universidad de Chile y Argentinos Juniors. Todos los partidos se llevaron a cabo en el Estadio San Carlos de Apoquindo.
Las bases del torneo estipularon que el ganador del Clásico Universitario, partido inaugural de la Copa Ladeco-El Mercurio, se enfrentaría a Argentinos Juniors para dirimir el título del triangular. Universidad Católica derrotó 2-0 a Universidad de Chile y 3-1 a Argentinos Juniors en la final.

## Programación
| Partido   | Fecha                 |
| --------- | --------------------- |
| Semifinal | 24 de febrero de 1991 |
| Final     | 27 de febrero de 1991 |

## Semifinal
En el partido inaugural del triangular internacional, Universidad Católica ganó 2-0 a Universidad de Chile. Al final del encuentro la barra visitante arrojó proyectiles al campo de juego.
| 24 de febrero de 1991 | Universidad Católica     | 2:0 (2-0) | Universidad de Chile | San Carlos de Apoquindo, Santiago                            |                                                              |
|                       | Percudani 21' · Lepe 25' |           |                      | Asistencia: 10.721 espectadores Árbitro(s): Francisco Heller | Asistencia: 10.721 espectadores Árbitro(s): Francisco Heller |

## Final
En la final del torneo Universidad Católica derrotó 3-1 a Argentinos Juniors y se adjudicó el triangular.
| 1     | POR   | Patricio Toledo   |     |
| 2     | MED   | Andrés Romero     |     |
| 5     | DEF   | Leonel Contreras  |     |
| 3     | DEF   | José del Solar    |     |
| 4     | DEF   | Adolfo Ovalle     |     |
| 7     | MED   | Nelson Parraguez  |     |
| 6     | MED   | Mario Lepe        | 76' |
| 8     | MED   | Fabián Estay      | 76' |
| 10    | DEL   | Gerardo Reinoso   |     |
| 9     | DEL   | José Percudani    |     |
| 11    | DEL   | Rodrigo Barrera   |     |
| D. T. | D. T. | Fernando Carvallo |     |

| 1     | ARG   | Carlos Goyén           |     |
| 2     | DEF   | Rubén Gómez            | 46' |
| 3     | DEF   | Fernando Cáceres       |     |
| 6     | DEF   | Osvaldo Coloccini      |     |
| 4     | DEF   | Carlos Mac Allister    |     |
| 7     | MED   | Claudio Cabrera        | 46' |
| 5     | MED   | Sergio Batista         |     |
| 8     | MED   | Patricio Hernández     |     |
| 10    | MED   | Ricardo Rentera        |     |
| 9     | DEL   | Antonio Vidal González | 76' |
| 11    | DEL   | Eduardo Favaro         | 46' |
| D. T. | D. T. | Fernando Areán         |     |

| 21 | MED | Jorge Contreras   | 76' |
| 22 | MED | Francisco Hormann | 76' |

| 21 | MED | Héctor Cejas       | 46' |
| 14 | MED | Rodríguez          | 46' |
| 15 | MED | Ariel Russo        | 76' |
| 16 | MED | Roberto Mogroviejo | 76' |

|  | 35' | José Percudani  |
|  | 71' | Gerardo Reinoso |
|  | 81' | José Percudani  |

|  | 87' | Ricardo Rentera |

|  |

| Expulsado | 77' | Rodríguez |

|  |
|  |

|  |

| Árbitro | Jorge Massardo |
|         |                |
|         |                |
|         |                |

| 1     | POR   | Patricio Toledo   |     |
| 2     | MED   | Andrés Romero     |     |
| 5     | DEF   | Leonel Contreras  |     |
| 3     | DEF   | José del Solar    |     |
| 4     | DEF   | Adolfo Ovalle     |     |
| 7     | MED   | Nelson Parraguez  |     |
| 6     | MED   | Mario Lepe        | 76' |
| 8     | MED   | Fabián Estay      | 76' |
| 10    | DEL   | Gerardo Reinoso   |     |
| 9     | DEL   | José Percudani    |     |
| 11    | DEL   | Rodrigo Barrera   |     |
| D. T. | D. T. | Fernando Carvallo |     |

| 1     | ARG   | Carlos Goyén           |     |
| 2     | DEF   | Rubén Gómez            | 46' |
| 3     | DEF   | Fernando Cáceres       |     |
| 6     | DEF   | Osvaldo Coloccini      |     |
| 4     | DEF   | Carlos Mac Allister    |     |
| 7     | MED   | Claudio Cabrera        | 46' |
| 5     | MED   | Sergio Batista         |     |
| 8     | MED   | Patricio Hernández     |     |
| 10    | MED   | Ricardo Rentera        |     |
| 9     | DEL   | Antonio Vidal González | 76' |
| 11    | DEL   | Eduardo Favaro         | 46' |
| D. T. | D. T. | Fernando Areán         |     |

| 21 | MED | Jorge Contreras   | 76' |
| 22 | MED | Francisco Hormann | 76' |

| 21 | MED | Héctor Cejas       | 46' |
| 14 | MED | Rodríguez          | 46' |
| 15 | MED | Ariel Russo        | 76' |
| 16 | MED | Roberto Mogroviejo | 76' |

|  | 35' | José Percudani  |
|  | 71' | Gerardo Reinoso |
|  | 81' | José Percudani  |

|  | 87' | Ricardo Rentera |

|  |

| Expulsado | 77' | Rodríguez |

|  |
|  |

|  |

| Árbitro | Jorge Massardo |
|         |                |
|         |                |
|         |                |

| Campeón Universidad Católica |